# Emilija Jordanowa
Emilija Jordanowa (ur. 5 maja 1989 r. w Trojanie) – bułgarska biathlonistka.

## Osiągnięcia

### Mistrzostwa świata
| Rok  | Miejscowość          | Konkurencje | Konkurencje | Konkurencje | Konkurencje | Konkurencje | Konkurencje | Konkurencje |
| Rok  | Miejscowość          | IN          | SP          | PU          | MS          | RL          | MR          | SR          |
| ---- | -------------------- | ----------- | ----------- | ----------- | ----------- | ----------- | ----------- | ----------- |
| 2008 | Östersund            | 72.         | 76.         | –           | –           | DNS.        | –           | nd.         |
| 2009 | Pyeongchang          | 95.         | 87.         | –           | –           | 19.         | –           | nd.         |
| 2010 | Chanty-Mansyjsk      | –           | –           | –           | –           | –           | 16.         | nd.         |
| 2011 | Chanty-Mansyjsk      | 51.         | 46.         | LAP         | –           | 12.         | –           | nd.         |
| 2012 | Ruhpolding           | 54.         | 42.         | 46.         | –           | LAP         | LAP         | nd.         |
| 2013 | Nové Město na Moravě | 60.         | 80.         | –           | –           | LAP         | LAP         | nd.         |
| 2015 | Kontiolahti          | 29.         | 33.         | 55.         | –           | 24.         | 18.         | nd.         |
| 2016 | Oslo                 | 53.         | 47.         | 38.         | –           | 20.         | 16.         | nd.         |
| 2017 | Hochfilzen           | 24.         | 42.         | 53.         | –           | 22.         | 17.         | nd.         |

### Puchar Świata

#### Miejsca w klasyfikacji generalnej
| Sezon     | Miejsce |
| --------- | ------- |
| 2011/2012 | 96.     |
| 2012/2013 | 64.     |
| 2013/2014 | -       |
| 2014/2015 | 75.     |
| 2015/2016 | 96.     |
| 2016/2017 | 91.     |

### Uniwersjada
| Rok  | Miejscowość | Konkurencje | Konkurencje | Konkurencje | Konkurencje | Konkurencje | Konkurencje | Konkurencje |
| Rok  | Miejscowość | IN          | SP          | PU          | MS          | RL          | MR          | SR          |
| ---- | ----------- | ----------- | ----------- | ----------- | ----------- | ----------- | ----------- | ----------- |
| 2011 | Erzurum     | 5.          | 3.          | 4.          | –           | –           | 3.          | –           |

### Mistrzostwa świata juniorów
| Rok  | Miejscowość | Konkurencje | Konkurencje | Konkurencje | Konkurencje | Konkurencje | Konkurencje | Konkurencje |
| Rok  | Miejscowość | IN          | SP          | PU          | MS          | RL          | MR          | SR          |
| ---- | ----------- | ----------- | ----------- | ----------- | ----------- | ----------- | ----------- | ----------- |
| 2005 | Kontiolahti | 65.         | 60.         | 56.         | nd.         | 11.         | nd.         | –           |
| 2007 | Martell     | 39.         | 17.         | 18.         | nd.         | 7.          | nd.         | –           |
| 2008 | Ruhpolding  | 47.         | 19.         | 30.         | nd.         | 11.         | nd.         | –           |
| 2010 | Torsby      | 9.          | 9.          | 12.         | nd.         | 6.          | nd.         | –           |